# パラサイト・イヴ (ゲーム)
『パラサイト・イヴ』（PARASITE EVE）は、瀬名秀明の小説『パラサイト・イヴ』を原作としたスクウェア（現：スクウェア・エニックス）のテレビゲーム、またはゲームシリーズである。PEと略される。
1998年に第一作（PlayStation版）が発売された。ゲームシリーズの第1・2作で全世界300万本以上を出荷した。ゲームの3作目、『ザ・サード バースデイ』は2010年に発売された。

## 概要
瀬名のホラー小説『パラサイト・イヴ』を元としているが、主人公のアヤ・ブレアをはじめとする登場キャラクターはゲームオリジナルで、原作とは異なるストーリーが展開される。発売時のジャンル表記は「シネマティックRPG」。「ファイナルファンタジーシリーズ」を手がけていた坂口博信などが製作した。
ゲームの舞台は小説の数年後という設定で、舞台も日本からアメリカ合衆国のN.Y. マンハッタンへと移っている。多くの生命が持つ細胞内小器官ミトコンドリアがネオ・ミトコンドリアとして覚醒、人類に対する反乱を起こし、同様に超人的能力へ目覚めた主人公の女性刑事が、それに立ち向かうというもの。
続編として『パラサイト・イヴ2』（1999年発売）、『ザ・サード バースデイ』（2010年発売）がある。

## ゲームの要領
オーソドックスなアクションRPGである。また、ファイナルファンタジーシリーズで採用されているアクティブタイムバトル（ATB）を踏襲するシステムを採用しているが、行動するために必要となる「ATBゲージ」が溜まるまでの間は主人公を移動させることができ敵の攻撃を避けることが可能。
装備を改造し、それを2周目以降に引き継げるなど、やりこみ要素もある。最大のやりこみ要素は、2周目以降に攻略可能となる、77階建てのクライスラービルである。このダンジョンのマップは自動生成され、また10階ごとにボスが存在するなど、ローグライクゲーム、ランダムシャッフルダンジョンとしての楽しみも味わえる。同ダンジョン77階にいるボスを倒すことにより真のエンディングを見ることができる。

## 主なスタッフ
- 瀬名秀明（原作）
- 坂口博信（プロデューサー・シナリオ原案）
- 前川嘉彦（バトルデザイン）
- 川井博司（メインプログラム）
- 時田貴司（ディレクター・ストーリー）
- 野村哲也（キャラクターデザイン）
- 皆葉英夫（チュートリアルグラフィック）
- 下村陽子（音楽）

## 主題歌
『Somnia Memorias』
作詞・作曲 - 下村陽子 / 歌 - Shani Rigsbee

## あらすじ

### Day1【共鳴】
1997年のクリスマス・イヴ。ニューヨーク・マンハッタン島の中ほどに位置するカーネギー・ホールに、NYPD17分署の新米刑事アヤ・ブレアは、自分をデートに誘ったボーイフレンドと共にオペラ観劇に訪れた。
しかし、舞台上で歌っていた新進のオペラ歌手メリッサ・ピアスの様子がおかしくなり、舞台上にいた俳優たちや観客たちが次々と人体発火していき、火の海と化す。メリッサは、自らをミトコンドリア「イヴ」だと名乗り、アヤを「同じ力を持つ者」だと告げる。仲間になることを拒まれたイブはアヤに襲いかかり、アヤに追い込まれたイヴは床に穴を開け、下水道へと逃げ込む。
劇場地下に追い詰められたイヴは、「核の支配は終わった」と言い、異形の姿となってアヤに襲い掛かる。劣勢になったイヴは、「ミトコンドリアが解放される日がやって来た。お前は分からなくともミトコンドリアは理解している」と言い残し、ゲル状に変形させて下水道の奥へと消える。

### Day2【融合】
翌日、唯一の生存者アヤとコンビを組むダニエルは、捜査を開始する。オペラ歌手メリッサには身寄りがなく、身体が弱く薬を常用していたが、事件直後に自宅も全焼したため、薬も病院も不明であるという。ミトコンドリアの研究者ハンス・クランプ博士によると、ミトコンドリアが熱エネルギーを発生させて人体を発火させることもできる可能性を示唆したが、事件については口をつぐむ。
アヤたちが署へ戻ると、中止になったはずのメリッサのソロ・コンサートのために、セントラルパークの野外音楽堂に観客が集まっているという。アヤがパーク内の音楽堂に到着すると、イヴは舞台上から「今宵から我々ミトコンドリアが宿主である核を支配するのだ」と宣言する。その途端、観客たちの身体はゲル状に溶けて液状化してしまい、「巨大なスライム」に一体化してしまう。
イヴは舞台から逃げ、アヤがイヴの乗っている馬車に乗りこむと、馬車を引いていた馬が発火し、通りを疾走し始める。戦いの中、「私より赤の他人につくのか」「自分が誰だか知らないようだ。私とおまえは元は…」と語り掛けてくるが、馬が燃え尽きてしまい、アヤは馬車から放り出されて気を失ってしまう。

### Day3【淘汰】
気を失っていたアヤは、日本人の化学者・前田邦彦に助けられ、ダニエルと合流して3人でミトコンドリアについて調査することになった。前田によると、日本でも3年前に「ミトコンドリアに関する事件」が起こっており、今回の事件の調査にやってきたという。
アメリカ自然博物館内のクランプ博士の研究室で実験を行った結果、アヤの上着に付着していたゲル状のものは、イヴの細胞らしいことが判明する。前田は、「前田の細胞とイヴの細胞」「アヤの細胞とイヴの細胞」をそれぞれ合わせる実験を行う。前田の細胞はあっというまに核との共生関係を逆転して核を支配されたが、アヤの細胞は核を保護強化してイヴの細胞を跳ね返してしまったのだ。
さらにダニエルは、クランプ博士のパソコンに「臓器移植の適用判断のためのリスト」を発見する。そこにはセントラルパークで被害に遭ったダニエルの妻・ロレーンと息子のベンの名前も書かれていた。その時、クランプ博士が研究室へ戻り、前田の実験結果を知っている今回の事件に深く関与しているらしいクランプ博士は、アヤたち3人を研究室から追い出してしまう。
警察署に戻ると、イヴに襲撃されたらしく犠牲者も出ていたことから、アヤは単身でイヴを追う。署の地下に行くと、ダニエルの息子ベンとベイカー部長がいた。アヤが来た瞬間、2人とともにいた警察犬が「異形の姿」へと変身、アヤは警察犬を倒して2人を保護する。

### DAY4【受胎】
前田によると、現在のイヴは「メリッサの体に寄生している」にすぎず、やがて肉体の限界がきてしまうため、「完全体」とよばれる肉体を手に入れようとしているのではないかと語る。イヴは、人工授精を行っている病院で、精子を手に入れ「自らの体で完全体を産もうとしている」という。アヤと前田は病院へと向かう。
単身で病院へ乗り込んだアヤは、不思議な少女の幻を見る。アヤは昔この病院に来たことがあり、幻の少女はアヤの姉「マヤ」で、母親と共に事故で死んだはずだった。マヤと母親のマリコは交通事故でこの病院へ来ていたという記録があり、そして両名ともに死亡していた。病院にはメリッサの記録もあり、彼女は臓器移植手術を受け成功したが、その後は投薬治療を行っていた。アヤは、「メリッサの入院日」と「マヤが運び込まれた日」が同じだったことに気付く。
イヴは人工精子を手に入れ、病院の屋上にいた。イヴは「アヤが自分と同様に進化している」と言い、仲間になるよう説得する。アヤは自分は人間であり、罪のない人々を殺して異形の姿に変えたりするイヴに反発する。イヴはアヤと理解しあえぬことを嘆いて、姿を消す。
そこにダニエルが現れ、「病院の医者が移植患者のリストをクランプに横流ししていたこと」「深夜の博物館にメリッサが訪れていた」という情報が判明したという。イヴとクランプ博士の繋がりが立証され、アヤ達はクランプ博士とイヴの行方を探す。

### DAY5【解放】
クランプ博士の研究室には「Mayaと書かれた血清」があり、Eveという研究コードがついていた。クランプ博士は「マヤの肝細胞」を培養し、そして最近ではイヴに完全体を産ませるために「人工精子の研究」をしていた。不純な核遺伝子のない精子を作り、それを病院の精子バンクへ移し、人工授精の希望者に臨床実験を行っていたのだ。
クランプ博士は、イヴを使って「完全なるミトコンドリア生物」を作り出そうとしたのだ。捕らえられたクランプ博士によると、「ミトコンドリアには父系と母系があり、日本では父系が反発したため失敗したこと」「そのため、父系を排除した人工精子を研究したこと」「イヴはメリッサの体をかり、既に妊娠中であること」を語り、人体発火によって亡くなる。
博物館を出たアヤは、ダニエルから調査結果を伝えられる。メリッサが服用していた薬は「免疫抑制剤」で、メリッサは幼い頃、アヤの姉のマヤの腎臓を移植されていた。事故にあったマヤと母親はドナー登録をしていたため、腎不全だったメリッサへ移植することになったのだ。その移植手術に立ち会ったのが、クランプ博士だった。つまりイヴのオリジナルは、元々マヤに寄生していたのだ。
自由の女神前にいた巨大なゲル状の物体は、妊婦となったイヴを外敵から守るように包み込んでおり、その物体に近づくだけで発火させられるため、軍隊では攻撃することすらできない。そのため唯一発火しないアヤは軍の空母へ招へいされ、自動運転のヘリに単独で乗り、時限爆弾をゲル状の物体へ撃ち込む……という作戦を実行するよう命じられる。
ヘリからミサイルが撃ち込まれ、ゲル状の物体を爆破させることには成功。イヴは「人間を繁栄させてきたのは自分たちミトコンドリアであり、人間は乗り物のようなものだ」「自分たちのために、人間は文化を発展させて生活環境を整えてくれた。今こそ人間に代わって、ミトコンドリアが地上を支配するときが来たのだ」と言う。
しかし、アヤのミトコンドリアは「人間の細胞の核と共存すること」を選んでおり、イヴは「アヤとは永遠にわかりあうことはないようだ」と言い、2人は戦闘へと突入する。激闘の末にイヴは倒れ、ゲル状になって溶けていった。

### DAY6【進化】
イブを倒して歓喜に沸く中、溶けたはずのゲル状の中から生命体が動きはじめる。ゲル状になったイヴの胎内から「完全体の赤ん坊」は生まれていたのだ。完全体の赤ん坊は、イブを遥かに超える強大な力を持ち、巡洋艦を次々と爆破させていく。兵士から脱出を促されるが、アヤは残って完全体と決着をつけることを決意する。
アヤのいる巡洋艦に乗り込んできた完全体とアヤ、ミトコンドリアと人間のどちらが生き残るのか、最後の戦いが始まる。完全体の赤ん坊は急速に進化を続け、異形の姿に変化してしまい、アヤの攻撃も通用しなくなってしまう。
ヘリの中で、苦戦するアヤを見守っていた前田は、「アヤの細胞の入った特別な弾丸」をアヤに届けたかったという。ダニエルはその弾丸を前田から受け取ってヘリから飛び降り、アヤに向かって弾丸の入った弾倉を投げ、ダニエルは発火しながらそのまま海へと落下する。
受け取った弾丸は絶大な効果を発揮したものの、なおも完全体はしぶとく生きており、ずるずると這いずってアヤへと迫る。アヤは巡洋艦のエンジンの出力を限界以上に上げて爆破し、巡洋艦もろとも完全体を撃破することに成功する。アヤは間一髪で海へと逃れ、ダニエルも発火したものの海へ落ちて無事だった。

### エピローグ
イヴの調査をした前田によると、幼い頃のアヤは右目が弱く、幼い頃に「マヤの角膜」の移植が行われ、マヤの角膜の細胞は「アヤの細胞との共存」を選び、イヴとは逆の進化を辿ったのだという。そのため、アヤにはマヤの幻影が、時折フラッシュバックするかのように見えていたのだ。マヤが、アヤの中で「イヴに対抗する力」を発揮してくれていたのだ。
アヤはダニエル、ベン、前田を連れて、オペラ鑑賞に向かう。オペラの幕が上がり、ヒロインが歌いはじめると突然、舞台上から炎があがる。驚いてアヤは立ち上がるが、それは舞台の演出であり、アヤたちはホッと胸を撫でおろす。しかし、舞台を見ているアヤの目の奥底で、細胞が怪しく光を放つ。ダニエルや前田、会場にいるすべての観客の目が光ったように見えたところで、物語は幕を閉じる。

## 登場キャラクター

### メインキャラクター
“Aya” / アヤ・ブレア（Aya Brea）
年齢：25歳 身長160cm 体重48kg
主人公。ニューヨーク市警察17分署所属の新人女刑事。幼少の頃に犯罪の疑いが残る事故で母親を失っており、それがきっかけで警官を志した。親子ほどの年齢差があるダニエルとコンビを組む。おとなしそうな容姿に似合わず芯が強く気丈な一面を持ち、相棒のダニエルとは衝突することもしばしば。カーネギー・ホールの惨劇において、唯一発火することなく生還したことからメディアの注目の的となるが、Eveの言葉と、彼女と遭遇した際に発現した超常能力から、自身の存在に不安を抱き始める。漫画版では同性の恋人がいる（後述）。
“Eve”（イヴ）
カーネギー・ホールのクリスマス・イヴ公演において主演女優メリッサの意識を乗っ取り、人類に対し宣戦を布告した。覚醒したミトコンドリア「ネオ・ミトコンドリア」の女王を自ら名乗り、その身体を幾度にも渡って変異させていった。
ダニエル・Bo・ドリス（Daniel "Bo" Dollis）
年齢：42歳 身長180cm 体重95kg
17分署所属。昇進とは無縁のベテランの警官。Ayaとコンビを組み、その面倒見の良さから信頼されている。一方で家庭を顧みることが少なく、妻のロレーンとは1年前に離婚している「男の子には手本となる父親が必要」と主張を通し、一人息子であるベンを引き取っているが、自身の多忙さゆえしばしばロレーンに預けている。Eveの17分署襲撃によりベイカーが負傷したのちは部長代理を務める。
前田 邦彦（まえだ くにひこ / Kunihiro Maeda）
年齢：35歳 身長170cm 体重52kg
日本の大学の薬学部に所属する研究員。Ayaに好意を持っている。原作パラサイト・イヴの事件がきっかけでミトコンドリアの研究を続けており、カーネギー・ホールの惨劇を知ったことで渡米。以後、その科学的知識を駆使してAya達の協力者となる。服装に無頓着で、寝癖頭が特徴。研究に没頭すると一週間、部屋に帰らないことも多い。縁起を担ぐタイプで、破魔矢やお守りなどを複数所持していた。なお、コミック版での年齢は32歳で、容姿が非常に若く描かれている。小説版（原作）とゲーム版とを繋ぐ唯一の存在であるがゲーム版ではEveと直接の関係はない。

### サブキャラクター
ダグラス・ベイカー（Douglas Baker）
年齢：41歳 身長175cm 体重110kg
17分署部長。ダニエルの元相棒で親友。ダニエルとは違い順調に出世の道を歩んだが、現場の仕事やオフィサーをよく理解し、陰ながら支える。漫画版では、署長になっており、ベンを庇って壮絶な最期を遂げる。
ベン・ドリス（Ben Dollis）
年齢：8歳 身長120cm 体重32kg
ダニエルの一人息子。多忙な父親に反抗心を抱くこともある。別れた両親の仲を取り持とうと一計を講じるが、実を結ばない。ベイカーの元パートナーである警察犬のシーバとは友達で、互いに良き遊び相手になっている。家にはメイドがいるようであり、割と裕福であることが窺える。
Eveによるセントラル・パーク襲撃の際は直前に異変を察知して逃げ出し無事だったが、母のロレーンは巻き込まれて亡くなってしまった。
ウェイン・ガルシア（Wayne Garcia）
年齢：27歳 身長175cm 体重67kg
17分署武器管理部に所属する、トーレスの部下。子供のように無邪気な一面を持ち、火器の危険性についても無頓着なところがある。トーレスとは違い射撃の腕はあまりよくないが、彼の死後は彼が武器管理部主任を引き継ぐ。
トーレス・オーエンズ（Torres Owens）
年齢：48歳 身長160cm 体重62kg
17分署武器管理部主任。ウェインの上司。射撃の名手だったが、銃の暴発事故で娘を失って以来火器の取り扱いに厳しくなった。そのことでウェインとしばしば衝突している。Eveによる17分署襲撃時にクリーチャーに襲われ、娘を失ったことによるトラウマが原因で銃の引き金を引くことができず死亡。最期に「銃が悪いのではなく、使う人間が正しいかどうか」であると悟り、アヤに銃を渡し、ウェインに後任を認める形でトラウマを振り切った。
ハンス・クランプ（Hans Klamp）
年齢：37歳 身長175cm 体重64kg
アメリカ自然史博物館所属の研究員。冷静沈着かつ無表情な男で他人とのコミュニケーションを好まない。遺伝子に精通する知識を活かしミトコンドリアに関する論文の発表により、遺伝について斬新なテーマが学会や関係者の注目を集めている。かつては優秀な医師だった。
メリッサ・ピアス（Melissa Pearce）
年齢：32歳 身長180cm 体重52kg
新進のオペラ女優。幼少時から難病を患っており、1977年12月23日に腎不全で聖フランシス病院に緊急入院し、臓器移植手術を受ける。公演に備えてか、事件直前には特に大量の薬（免疫抑制剤）を内服していた。ミトコンドリアに乗っ取られてしまい、Eveへと変貌してしまう。コミック版では年齢は28歳。身長もゲーム版では180センチだったのを10センチ下げられている。舞台の主役が実現した時に体内のミトコンドリアの支配を受けてEveへと変貌。臓器移植が原因かは不明。
“Maya” / マヤ・ブレア（Maya Brea）
Ayaの双子の姉。1977年12月23日に起きた交通事故により死亡。その際にMayaの角膜と腎臓がそれぞれAyaとメリッサに移植された。
マリコ・ブレア（Mariko Brea）
AyaとMayaの母親。本編には名前のみ登場する。1977年12月23日に起きた交通事故により、Mayaとともに救急車で聖フランシス病院に運び込まれるも、間もなく死亡した。原作パラサイト・イヴには安斉麻理子という同名の人物が登場する。
キャサリン・アンダーソン（Katharine Anderson）
年齢：27歳 身長：167cm
漫画オリジナルキャラクター。NYPD職員。愛称は「キャシー」。Ayaとは部下であり、恋人同士。当所は人付き合いの下手なAyaと「友達」としてふれあっていくうちに、ごく自然に恋人同士へと進展していった様子。実はダグラスの娘である（離婚した母親に引き取られた為、母方の姓になっている）。
Eveに肉体を乗っ取られてしまい、自我を失ってAyaを銃撃してしまうが、Ayaとダグラスの呼びかけによって自我を取り戻し、Ayaを護る為に自殺すると言う非業の最期を遂げたが、皮肉にも、彼女の死を引き金にAyaの中のミトコンドリアが完全に覚醒する事になった。
グレイ・デイヴィス（Gray Davis）
年齢：27歳 身長：183cm
漫画オリジナルキャラクター。NYPD17分署所属の刑事。Ayaの同僚で、彼女に密かに想いを寄せていた。
その正体はEveが送り込んだスパイで、7歳のときにMayaの腎臓のうちひとつを移植されており、「Eveの夫」としての宿命を背負わされていた。その呪縛と気付かないうちに芽生えていたAyaへの想いに苦悩し続けていたが、Ayaを庇って致命傷を負い、Ayaの腕の中で息を引き取った。
ラズリ（Lazuli）
漫画オリジナルキャラクター。Ayaにだけ見える謎の少年。名前は「ラピスラズリのような瞳」である事からAyaが命名した。
その正体はAyaの中に眠るミトコンドリアが具現化した存在。Eveのように支配するのではなく共存の道を選び、Ayaに力を貸した。

## 関連書籍

### 攻略本
パラサイト・イヴ 解体真書（1998年）
アスキー（現エンターブレイン）から発売。スタジオベントスタッフ著、ファミ通責任編集。
公式完全最終攻略 パラサイト・イヴ（1998年）
角川書店。月刊ゲームウォーカー編集。
パラサイト・イヴ 攻略ガイド（1998年）
メディアワークス（現アスキー・メディアワークス）から発売。SQUARE著、電撃PlayStation編集部。

### 漫画版
同年に角川書店から『PARASITE EVE DIVA（ディーヴァ）【N.Y.死の歌姫】』のタイトルとして、漫画版（全2巻、藤貴紀子著）が発売されている。ゲーム版とは一部設定が異なり、漫画版のオリジナルキャラクターやアヤに女性の恋人（バイセクシャル）がいることなどのオリジナル設定がある。

## その他
- プレイステーション用レースゲーム『チョコボレーシング 〜幻界へのロード〜』には隠しキャラクターとして「Aya」が出演している。ただし、ゲーム中のグラフィックは彼女の乗るパトカーであり、アヤ自身の姿は一切登場しない。
- L.A制作現場の保存版映像が満載された特別付録のCD-ROMが付属している『スクウェアマニアックス'98』が『ファミ通WAVE』から出されている。